# コミュニティ・エリア (シカゴ)
コミュニティ・エリア（Community areas）は、シカゴ大学のSocial Science Research Committeeによりイリノイ州シカゴを77の区域に分けた総称である。

## エリア

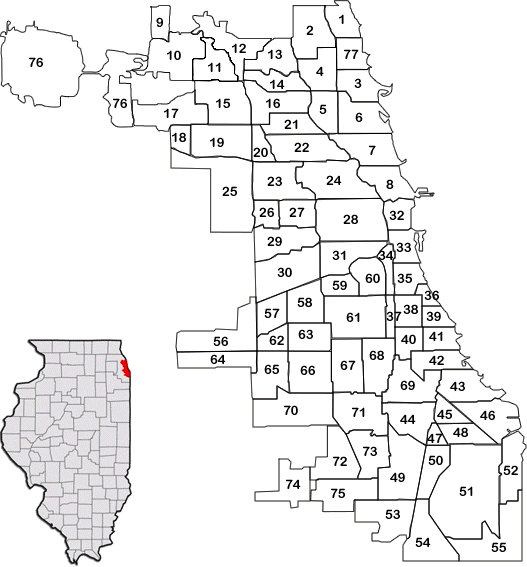
コミュニティ・エリアの一覧

1. ロジャーズ・パーク Rogers Park
2. ウエスト・リッジ West Ridge
3. アップタウン Uptown
4. リンカーン・スクウェア Lincoln Square
5. ノース・センター North Center
6. レイクビュー Lake View
7. リンカーン・パーク Lincoln Park
8. ニアー・ノース・サイド Near North Side
9. エディソン・パーク Edison Park
10. ノーウッド・パーク Norwood Park
11. ジェファーソン・パーク Jefferson Park
12. フォレスト・グレン Forest Glen
13. ノース・パーク North Park
14. オールバニー・パーク Albany Park
15. ポーテイジ・パーク Portage Park
16. アーヴィング・パーク Irving Park
17. ダニング Dunning
18. モントクレア Montclare
19. ベルモント・クレイジン Belmont Cragin
20. ハーモサ Hermosa
21. アヴォンデイル Avondale
22. ローガン・スクェア Logan Square
23. ハンボルト・パーク Humboldt Park
24. ウエスト・タウン West Town
25. オースティン Austin
26. ウエスト・ガーフィールド・パーク West Garfield Park
27. イースト・ガーフィールド・パーク East Garfield Park
28. ニアー・ウェスト・サイド Near West Side
29. ノース・ローンデイル North Lawndale
30. サウス・ローンデイル South Lawndale
31. ローワー・ウェスト・サイド Lower West Side
32. ループ Loop
33. ニアー・サウス・サイド Near South Side
34. アーマー・スクウェア Armour Square
35. ダグラス Douglas
36. オークランド Oakland
37. ハラー・パーク Fuller Park
38. グランド・ブルヴァード Grand Boulevard
39. ケンウッド Kenwood
40. ワシントン・パーク Washington Park
41. ハイド・パーク Hyde Park
42. ウッドローン Woodlawn
43. サウス・ショア South Shore
44. チャタム Chatham
45. アヴァロン・パーク Avalon Park
46. サウス・シカゴ South Chicago
47. バーンサイド Burnside
48. カルメット・ハイツ Calumet Heights
49. ローズランド Roseland
50. パルマン Pullman
51. サウス・ディアイング South Deering
52. イースト・サイド East Side
53. ウェスト・パルマン West Pullman
54. リバーデイル（英語版） Riverdale
55. ヒッジウィック Hegewisch
56. ガーフィールド・リッジ Garfield Ridge
57. アーチャー・ハイツ Archer Heights
58. ブライトン・パーク Brighton Park
59. マッキンリー・パーク McKinley Park
60. ブリッジポート Bridgeport
61. ニュー・シティ New City
62. ウェスト・エルスドン West Elsdon
63. ゲイジ・パーク Gage Park
64. クリアリング Clearing
65. ウェスト・ローン West Lawn
66. シカゴ・ローン Chicago Lawn
67. ウェスト・エングルウッド West Englewood
68. エングルウッド Englewood
69. グレーター・グランド・クロッシング Greater Grand Crossing
70. アッシュバーン Ashburn
71. オーバーン・グリシャム Auburn Gresham
72. ビヴァリー Beverly
73. ワシントン・ハイツ Washington Heights
74. マウント・グリーンウッド Mount Greenwood
75. モーガン・パーク Morgan Park
76. オヘア O'Hare
77. エッジウォーター Edgewater